# Taylor Gunman
Taylor Karl Gunman (Takapuna, North Shore City, Regió d'Auckland, 14 de març del 1991) és un ciclista neozelandès que actualment milita a l'equip Madison Genesis. Del seu palmarès destaca el Campionat nacional en contrarellotge, el Campionat d'Oceania en ruta, i la victòria al calendari de l'UCI Oceania Tour de l'2015.

## Palmarès
- 2009
  - Vencedor d'una etapa del BDO Tour of Northland
- 2010
  - Vencedor d'una etapa del BDO Tour of Northland
- 2013
  - Vencedor d'una etapa del Tour de Southland
- 2014
  -  Campió de Nova Zelanda en contrarellotge
- 2015
  - 1r a l'UCI Oceania Tour
  - Campió d'Oceania en ruta
  - 1r al New Zealand Cycle Classic
- 2017
  - Vencedor d'una etapa del Tour de Southland